# 1710 Gothard
1710 Gothard è un asteroide della fascia principale. Scoperto nel 1941, presenta un'orbita caratterizzata da un semiasse maggiore pari a 2,3211657 UA e da un'eccentricità di 0,2682362, inclinata di 8,47296° rispetto all'eclittica.
L'asteroide è dedicato all'astronomo ungherese Jenő Gothard (1857-1909), scopritore della stella centrale della nebulosa M57.